# Дашак Зенон Олексійович
Зено́н Олексі́йович Даша́к (* 17 липня 1928, Стрий, Львівська область — † 26 червня 1993, Львів) — український музикант, композитор, ректор Львівської державної консерваторії ім. М.Лисенка (1965—1992), заслужений діяч мистецтв УРСР (1970), професор (1971), педагог, музичний і громадський діяч, засновник української альтової школи.

## Біографія

### Київ
Зенон Дашак народився 17 липня 1928 року в Стрию Львівської області в сім'ї залізничника. З 1946 до 1951 р. навчався у Львівській державній консерваторії ім. М. Лисенка в класі професора Павла Макаренка; потім — в аспірантурі Київської державної консерваторії ім. П. Чайковського (1951—1954 рр.), де захистив дисертацію «Камерно-інструментальні твори та виконавська діяльність М. В. Лисенка». Там він пройшов шлях від старшого викладача, доцента — до завідувача кафедри струнно-смичкових інструментів (з 1961 р.) та проректора з навчальної і наукової роботи (1963—1965 рр.). В той час у столичній консерваторії працювали видатні діячі культури: Б. Лятошинський, Л. Ревуцький, І. Паторжинський, Н. Рахлін, В. Стеценко, М. Донець, З. Гайдай, О. Пархоменко, О. Горохов, В. Червов, О. Манілов, Р. Лисенко та ін. Ректором консерваторії був відомий композитор, народний артист України, лауреат державних премій, професор Андрій Штогаренко, який добре знав музичні та організаторські здібності Зенона Дашака і дуже цінував свого заступника як розумну, вольову і комунікабельну особистість.
У Києві Зенон Дашак виступав у складі струнного квартету з першокласними музикантами: О. Гороховим, С. Кравцовим і В. Червовим. Тут він став провідним педагогом-альтистом, досвідченим адміністратором, громадським дідіячем.

### Львів
У 1965 році в житті Зенон Дашака починається надзвичайно інтенсивний і плідний період діяльності. Його призначають на посаду ректора Львівської державної консерваторії ім. М. Лисенка. Наймолодший в тодішньому Союзі ректор з невичерпною енергією і працездатністю поринув у роботу, вже маючи за плечима величезний досвід у столичній консерваторії. Він одразу створив струнний квартет, учасниками якого крім нього були Олександра Деркач, Богдан Каськів і Харитина Колесса. Таким складом вони виступали багато впродовж багатьох років у різних містах СРСР і за кордоном. Згодом у цьому колективі грали народна артистка України, професор Лідія Шутко та провідні музиканти Тетяна Шуп'яна, Тетяна Сиротюк, лауреат Національної премії ім. Т. Г. Шевченка Юрій Ланюк. Гра цього ансамблю відзначалась високою майстерністю, його постійно запрошували на гастрольні турне. Партнером у складі квінтету часто виступав піаніст, народний артист України, професор Олег Криштальський.
Завдяки масштабній діяльності заслуженого діяча мистецтв України Зенона Дашака Львівська консерваторія стала одним із провідних вишів, мала високе реноме в Союзі і за кордоном. Його особисті творчі і ділові контакти з видатними музикантами сучасності сприяли цьому і додавали престижу. За час його праці на посаді ректора тут проводились численні, надзвичайно вагомі заходи: виконавські конкурси (Всесоюзні за спеціальностями скрипка, альт, контрабас, арфа; Всеукраїнські конкурси піаністів ім. М. Лисенка та диригентів), наукові конференції, наради, семінари відбувались творчі звіти в містах України і Союзу тощо.
Був також і членом журі всеукраїнських і всесоюзних конкурсів, численних міжнародних: у Франції, Німеччині, Грузії, Румунії, Литві, де співпрацював з такими визначними митцями ХХ сторіччя як Л. Коган, А. Хачатурян, В. Борисовський, С. Зенакер, О. Тактакішвілі, І. Безродний, М. Ростропович, С. Цинцадзе, О. Свєшніков, Ф. Дружинін, В. Дулова, В. Клімов, О. Іохелес, Б. Которович, П. Бондаренко, О. Александров, С. Сондецкіс, Є. Паулаускас, Ю. Фледжінскас, Є. Синіцина, Б. Чіаурелі, Б. Чейшвілі, Р. Сеїд-заде, О. Криса, Ю. Башмет та ін. Всі вони високо цінували Зенона Дашака і були його щирими друзями.
За двадцять сім років на посаді ректора Зенон Дашак, з гордістю за очолюваний внз, зробив багато для української культури, для консерваторії, для осіб, які отримували почесні звання, наукові ступені. Він був максималістом, емоційним, імпульсивним, часто зривався, але справедливість, людська порядність і доброзичливість завжди домінували. Проте на початковій стадії відродження незалежної України горстка галасливих «патріотів», що завдяки йому посіли керівні посади, хоча на той час ще не мали достатніх підстав для цього, звинуватили ректора у всіх гріхах. Скуштувавши гіркої чаші зради, лукавства, підлості, інтриганства, не зміг змиритись з цим, не виправдовуюись, нічого не доводив. З почуття гідності і виконаного обов'язку написав заяву про відхід з посади ректора за власним бажанням. У свій кабінет, де пройшли його найкращі роки звершень, злетів, і… неймовірних страждань через анонімні доноси, скарги — до кінця життя більше не зайшов.
Таким він був — вольовим, сміливим, щирим велетнем. Такий відвертий його погляд застиг на барельєфі авторства Е. Миська на Стрийському цвинтарі.

## Громадська діяльність
Багатогранна і громадська діяльність Зенона Дашака. Він — голова Львівського відділення товариства «Україна», член президії Львівського фонду культури, Товариства української мови ім. Т. Г. Шевченка та ін. Тут він завжди був однодумцем Е. Миська, М. Колесси, Б. Возницького, Р. Федоріва, І. Кудина, Р. Братуня, Р. Іваничука.

## Педагогічна діяльність
У Львові плідною була і педагогічна діяльність Зенона Дашака, де з 1981 до 1993 р. він очолював кафедру струнно-смичкових інструментів (альт, віолончель, контрабас, арфа). Він виховав понад тридцять альтистів, серед них лауреатів Г. Фрейдіна, Й. Ферцера, Ю. Женчура, С. Калиновського, Д. Комонька та ін.

## Тиск влади
Період ректорства З. Дашака збігся з жорсткою ідеологізацією і боротьбою компартійних та каральних органів проти української мови, історії, культури, окремих працівників. Але Львівська консерваторія завжди була українською. Мало хто знав, якою мужністю, дипломатичністю, національною свідомістю потрібно було володіти, як ризикувати, щоб протистояти цьому свавіллю. Тепер вже достеменно відомо, що «ангели-хоронителі» з певних установ приходили зі списками «політично ненадійних» осіб, яких потрібно було звільнити з роботи. Це В. Флис, Ж. Максимович, М. Антків, Д. Стернюк, М. Білинська, Г. Казаков, Р. Зорівчак, А. Кос-Анатольський, М. Крушельницька. Але ректор дотримувався своїх аргументів, що вони як фахівці — незамінні для консерваторії. Це ж стосувалось і вступних іспитів, коли правлячі бонзи диктували, кого слід приймати до вишу. Ректор носив в належні інстанції письмові роботи і доводив, в міру своїх можливостей і переконань, хто може навчатись у вузі. З цією ж метою в кінці 1980-х років було запроваджено відкриті, публічні іспити з фаху для абітурієнтів у формі концертів.

## Творчий доробок
Зенона Дашака цілком заслужено вважають засновником української альтової школи, його випускники успішно працюють в музичних навчальних закладах і концертно-театральних установах в Україні і за її межами. З його класу вийшли прекрасні оркестранти, ансамблісти, його випускник А. Венжега був лауреатом виконавських конкурсів. Педагог є автором понад 40 праць з проблем музичного виконавства, близько 15 збірників педагогічного репертуару для скрипки й альта, збірників вправ та етюдів, низки обробок і перекладів для альта; написав «Українську сюїту» та «Варіації» для скрипки (альта) і фортепіано. Як редактор-упорядник він працював також з В. Кирейком, О. Маніловим, В. Стеценком.

## Родина
Музичні гени передались і його нащадкам: племінник Іван (Джон) Дашак є провідним тенором на європейських сценах, син Богдан — відомий оперно-симфонічний диригент, працює у Львівській національній музичній академії ім. М. Лисенка, донька Ірина є піаністкою, працює в Національній музичні академії України ім. П. Чайковського у Києві, внук Євген — піаніст і кларнетист, працює там також, а внук Зенон Дашак, лауреат міжнародних конкурсів, успадкував від славетного дідуся талант альтиста, успішно закінчивши Львівську середню спеціалізовану музичну школу-інтернат ім. С. Крушельницької, став студентом ЛНМА ім. М. Лисенка та Берлінського університету мистецтв, наразі військовий, перебуває на фронті — захищає Україну зі зброєю в руках у складі 47 ОМБр ЗСУ. Великі надії як піаністка подає і маленька внучка, лауреат міжнародних конкурсів Софійка. Дружина Ганна Юріївна Дашак — заслужена артистка України, письменниця, співачка, професор ЛНМА ім. М. Лисенка, невістка Олена Дашак — піаністка.